# Црква Вазнесења Господњег у Градињу
Црква Вазнесења Господњег у Градињу, насељеном месту на територији  општине Димитровград, православни је храм који припада Епархији нишкој Српске православне цркве.
Црква посвећена Вазнесењу Господњем саграђена је на месту старијег храма који је срушен од земљотреса 1939. године. Данашњи храм саграђен је 1998. године, а иконописан је већим делом фрескама не велике уметничке вредности. Поред храма је новоизгрђена звонара.